# Condado de Decatur (Georgia)
El condado de Decatur (en inglés: Decatur County) es un condado en el estado estadounidense de Georgia. En el censo de 2000 el condado tenía una población de 28 240 habitantes. La sede de condado es Bainbridge. El condado fue creado el 8 de diciembre de 1823 a partir de una porción del condado de Early. Fue nombrado en honor a Stephen Decatur, un héroe de la Guerra anglo-estadounidense de 1812.

## Geografía
Según la Oficina del Censo, el condado tiene un área total de 1614 km² (623 sq mi), de la cual 1546 km² (597 sq mi) es tierra y 68 km² (26 sq mi) (4,23%) es agua.

### Condados adyacentes
- Condado de Miller (norte)
- Condado de Mitchell (noreste)
- Condado de Baker (noreste)
- Condado de Grady (este)
- Condado de Gadsden, Florida (sur)
- Condado de Seminole (oeste)

## Autopistas importantes
- U.S. Route 27
- U.S. Route 84
- Ruta Estatal de Georgia 1
- Ruta Estatal de Georgia 38
- Ruta Estatal de Georgia 97
- Ruta Estatal de Georgia 241
- Ruta Estatal de Georgia 262
- Ruta Estatal de Georgia 309
- Ruta Estatal de Georgia 310
- Ruta Estatal de Georgia 311

## Demografía
En el  censo de 2000, hubo 28 240 personas, 10 380 hogares y 7546 familias residiendo en el condado. La densidad poblacional era de 47 personas por milla cuadrada (18/km²). En el 2000 había 11 968 unidades unifamiliares en una densidad de 20 por milla cuadrada (8/km²). La demografía del condado era de 57,10% blancos, 39,91% afroamericanos, 0,24% amerindios, 0,33% asiáticos, 0,04% isleños del Pacífico, 1,64% de otras razas y 0,74% de dos o más razas. 3,20% de la población era de origen hispano o latino de cualquier raza. 
La renta promedio para un hogar del condado era de $28 820 y el ingreso promedio para una familia era de $32 635. En 2000 los hombres tenían un ingreso medio de $27 180 versus $20 745 para las mujeres. La renta per cápita para el condado era de $15 063 y el 22,70% de la población estaba bajo el umbral de pobreza nacional.

## Ciudades y pueblos
- Attapulgus
- Bainbridge
- Brinson
- Climax